# Мансур Дау
Мансур Ибрагим Дау (иногда пишется Доу или Дау, дата рождения неизвестна) — бывший экс-начальник службы внутренней безопасности генерал, бывший ливийский политик. Он был заметной фигурой в правительстве Каддафи, был главой личной гвардии Муаммара Каддафи вплоть до кончины Каддафи.

## Война
Дау был одним из ближайших соратников Каддафи и оставался с ним до самого конца. После битвы за Триполи бежал с Каддафи и Абу Бакр Юнис Джабером в Сирт. 20 октября 2011 года Дау был захвачен в Сирте незадолго до убийства Каддафи. Он был ранен после того, как авиация НАТО уничтожила конвой, в котором он и сам Каддафи пытались выбраться из Сирта, и он был взят под стражу боевиками из Мисураты. Через два дня Дау дал интервью о последних днях Каддафи, в котором он сказал, что он был в Сирте с конца августа, как и Каддафи. Также рассказал о условиях жизни ливийского лидера в Сирте и его мыслях. По словам Дау, Каддафи в последние дни всё осознал, проанализировал жизнь и прекрасно понимал свою участь. Также Дау сказал, что его тюремщики обращались с ним хорошо. Дау также отрицает разгон демонстраций оппозиции на заре войны.